# Pakisrejo (Tanggung Gunung)
Pakisrejo is een bestuurslaag in het regentschap Tulungagung van de provincie Oost-Java, Indonesië. Pakisrejo telt 2495 inwoners (volkstelling 2010).